# Аллетрин
Аллетрин (3-аллил-2-метил-4-оксоциклопент-2-енил(1R,3R)-2,2-диметил-3-(2-метилпроп-1-енил)циклопропан-карбоксилат) — несистемный инсектицид, пиретроид I поколения. Вязкая жидкость жёлтого или янтарного цвета с мягким или слегка ароматическим запахом.
Используются во многих бытовых инсектицидных препаратах для борьбы с летающими или ползающими насекомыми (в основном с комарами). Д-транс-изомер аллетрин (d-trans- isomer of allethrin) — более токсичен для насекомых.
Два синтетических соединения: Allethrin I (R = −CH3) и Allethrin II (R = −COOCH3).
Впервые синтезированы в США в 1949 году. Аллетрин был синтезирован первым из пиретроидов.
Получают взаимодействием хлорангидрида хризантемовой кислоты со спиртовой компонентой в присутствии третичных аминов или переэтерификацией этилового эфира хризантемовой кислоты в присутствии натрия.

## Торговые наименования
Пинамин Форте, d-аллетрин, Pynamin, d-allethrin, d-cisallethrin, Bioallethrin, Esbiothrin, Pyresin, Pyrexcel, Pyrocide, trans-allethrin.

## Биологическое действие
Пиретроиды I поколения вызывает повторные разряды в пресинаптическом нерве из-за последующего увеличения деполяризованного потенциала до порога его генерации. Эти эффекты достигаются очень низкими концентрациями пиретроидов, которые модифицируют лишь незначительные участки натриевого канала. Нарушение нормального функционирования натриевого канала нервных клеток приводит к нарушению нервной проводимости и деятельности различных областей нерва и мускульной системы.
Симптомы отравления насекомых сходны с симптомами отравления при действии ДДТ и проявляются последовательно как гиперактивность, нарушение координации движений, конвульсии, прострация, паралич и в конечном итоге смерть насекомого.

## Токсичность
По данным Всемирной организации здравоохранения при соблюдении рекомендуемых условий использования воздействие на людей незначительно и не представляет опасности. По данным некоторых исследователей относится к соединениям 2 класса опасности по ингаляционной токсичности. Он опасен для человека при поступлении в организм через дыхательные пути, умеренно опасен — при внутрижелудочном введении, обладает кожно-резорбтивной токсичностью, слабо раздражает слизистую оболочку глаз, не обладает сенсибилизирующими свойствами.
Для теплокровных пиретроиды считаются менее токсичными, чем инсектициды других групп. Это обусловлено тем, что они либо сразу элиминируются, либо метаболизируются (благодаря лабильности эфирной связи), после чего выводятся из организма, а эстеразы, гидролизующие пиретроиды, в печени теплокровных гораздо более активны, чем у насекомых.
Аллетрин слабо токсичен при попадании на кожу и при проглатывании. Краткосрочное воздействие на кожу может вызвать зуд, жжение, покалывание, онемение или ощущение тепла. Дерматит не вызывает.
Воздействие больших доз может привести к тошноте, рвоте, диарее, повышенной возбудимости, нарушению координации движений, тремору, судорогам, появлению крови в слезах и моче, параличу мышц, прострации и коме. Аллетрин является стимулятором центральной нервной системы. Продолжительное вдыхание препарата вызвало нарушение координации и потери контроля над мочевым пузырем у мышей и крыс. При вдыхании препарата в концентрациях 3875 и 2574 мг/м3 (размер частиц аэрозоля 0,94-0,98 мкм), у крыс наблюдали затрудненное дыхание, саливацию, тремор, тонические судороги.
У беременных крыс наблюдались симптомы интоксикации (изменение дыхания, слюнотечение, тремор, судороги) при пероральном поступлении препарата в дозе 100 мг/кг. Летальная доза для крыс (ЛД50, в мг/кг): 800 (перорально). Эмбриотоксического и тератогенного эффекта препарата не отмечали.
Генотоксической активности препарата не отмечено. Мутагенная активность слабая или отсутствует. Канцерогенным эффектом видимо не обладает. У крыс, которых кормили очень высокими дозами Д-аллетрина в течение 2 лет, рак не развивался.
Аллетрин практически не токсичен для птиц, высоко токсичен для рыб (что можно объяснить их относительно медленным метаболизмом). Встречается информация о токсичности пиретроидов для кошек.

## Санитарно-гигиенические нормы
В качестве ОБУВ (Ориентировочные безопасные уровни воздействия) аллетрина в атмосферном воздухе рекомендована концентрация — 0,01 мг/м3, в воздухе рабочей зоны — 0,3 мг/м3 в соответствии с гигиеническими нормативами.